# Khon

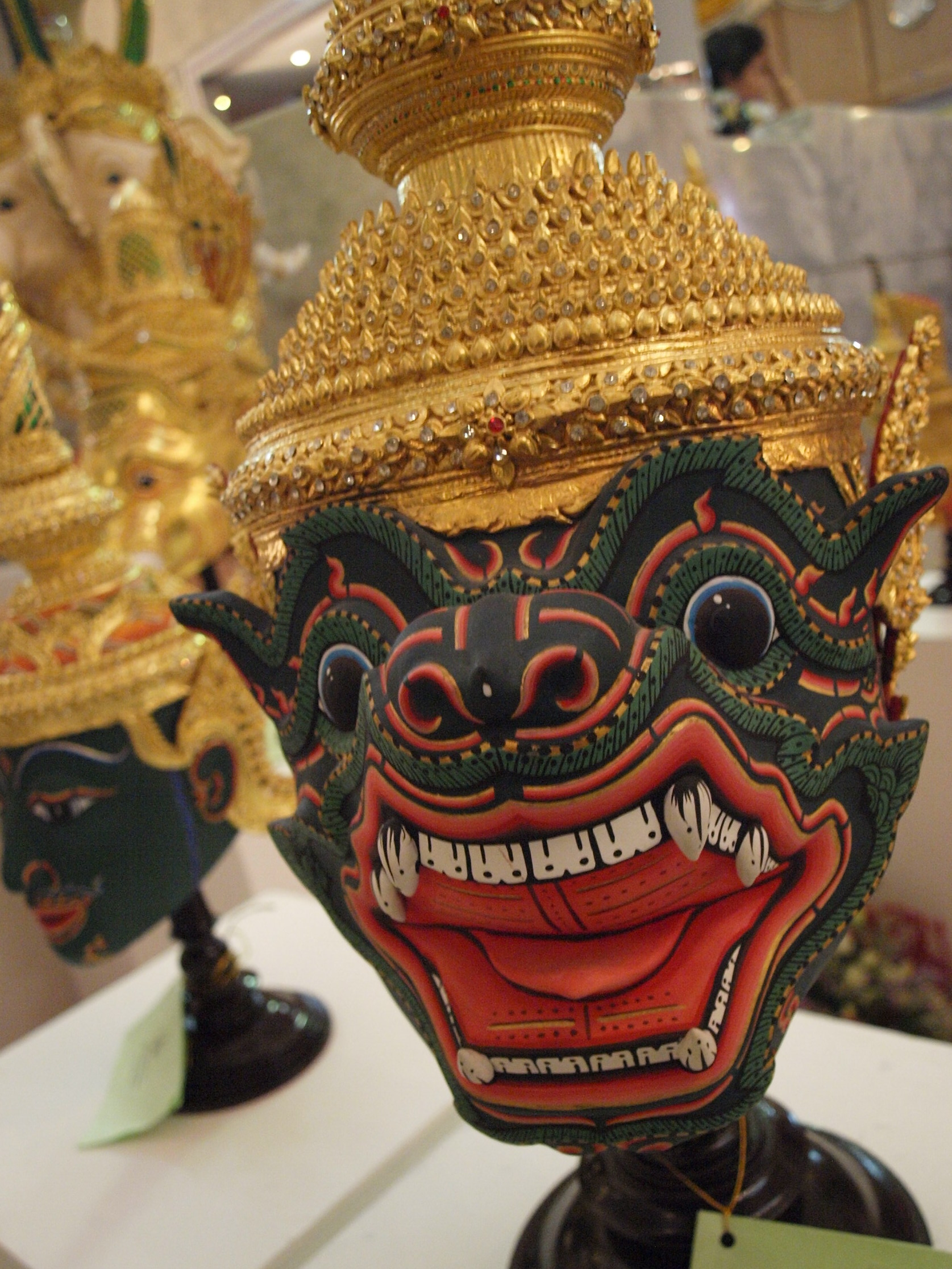
Khon-Maske

Khon (thailändisch โขน) ist ein thailändischer Tanz, bei dem die Tänzer Masken tragen. Der Tanz basiert auf dem klassischen Drama Ramakian, das aus dem indischen Kulturkreis stammt und in Thailand adaptiert wurde.
Der Khon ist die rituellste Form des klassischen thailändischen Tanzes. Vier Gruppen treten hierbei nacheinander oder gemeinsam auf: Männer, Frauen, Affen und Dämonen. Die Geschichte handelt von dem ewigen Kampf zwischen Gut und Böse.
Ursprünglich wurde der Khon ausschließlich bei Hofe getanzt. Wegen der großen Anzahl an Darstellern und der ausgearbeiteten Masken, die notwendig sind, fand der Tanz nie großen Anklang im Alltagsleben der Menschen. Der spätere thailändische Premierminister Kukrit Pramoj, der in jungen Jahren selbst ein Khon-Tänzer war, bildete die Gruppe Khon Thammasat, um dem Tanzstil vor der Vergessenheit zu retten. Es gibt eine Theorie, wonach die Popularisierung des Khon Ende des 19. Jahrhunderts zum Niedergang des höfischen Schattenspiels Nang Yai, das auf ähnliche Weise Episoden aus dem Ramakian inszeniert, beigetragen habe.
In Kambodscha wird eine Variante des Khon als Lakhon khol gespielt. Nach der Eroberung des Königreichs Ayutthaya durch die burmesische Konbaung-Dynastie 1767 wurden zahlreiche siamesische Künstler an den burmesischen Hof in Ava verschleppt. Sie bereicherten die Kultur des Nachbarlandes und prägten mit dem Maskentanz vermutlich auch das burmesische Marionettentheater Yoke thé.
2018 wurde Khon in die UNESCO-Liste des immateriellen Kulturerbes der Menschheit aufgenommen.